# 최수영 (2007년)
최수영(본명: 최수영, 2007년 1월 11일 ~ )은 대한민국의 청소년 바이올린 연주자이다

## 학력
- 2019년 서울은천초등학교 졸업
- 2022년 구암중학교 졸업

## 생애
최수영은 2007년 서울특별시에서 태어났다. 2020 별자리 연주회에서 어린 나이임에도 뛰어난 실력으로 높게 평가받았다.

### 어린 나이에 한 수술
목숨이 위험한 사고를 겪어, 많은 이들을 놀라게 했다. 원인불명으로 조명이 떨어진 것이다. 당시 다른 연주자들의 목숨이 위험했는데 미리 알아채고 도움을 주어 사망자가 한 명도 나오지 않았다. 대신 본인이 큰 부상을 입어 수술까지 했다고 한다. 자칫하면 신경이 크게 다쳐 한쪽 팔을 사용하지 못하게 될뻔 했으나 수술이 잘 마무리 되어 일상생활엔 문제가 없다는 소식을 전했다. 하지만 바이올림을 생업으로 삼기는 힘들것 같다는 말을 팬카페에 남겼다. 

팬카페 라온
과거 최수영은 팬카페를 운영했었다. 2021년을 기점으로 삭제한 것으로 추정된다. 이름은 순우리말인 라온으로 즐거움이라는 뜻이다. 과거 사람들에게 즐거움을 전해주고 싶어서 라온이라고 이름지었다고 밝혔가

### 키즈모델
초등학생 때 키즈모델일을 했었다. 어릴 때 키가 작고 말랐다는 얘기를 하다 초등학교 2학년 때 유치원생 옷을 입고 키즈모델로 활동했었다고 말했다. 하지만 어릴때의 모습을 쑥쓰러워하며 자세히 말하지 않아 어느 브랜드의 홈페이지인지는 알려지지 않았다. 

### 은퇴 논란
가끔씩 연습 영상이 오리옴 홈페이지에 게시되는 점을 보았을 때, 복귀를 할 가능성이 있다. 하지만 개인 팬카페를 삭제하는 등의 행동으로 보아 은퇴를 한 것일 수도 있다는 말이 나오고 있다. 제대로 된 발표를 하진 않았지만 공식석상에 나오지 않아 은퇴한 것이 아니냐는 말이 나오고 있다.